# Elaphoglossum buchtienii
Elaphoglossum buchtienii är en träjonväxtart som beskrevs av Eduard Rosenstock. Elaphoglossum buchtienii ingår i släktet Elaphoglossum och familjen Dryopteridaceae. Inga underarter finns listade.